# 윤시영선생홍양일기
윤시영선생홍양일기(尹始永先生洪陽日記)는 대한민국 충청남도 서산시 읍내동에 있는, 조선 후기의 문신인 윤시영 선생과 관련된 전적과 고문서들이다. 1992년 12월 8일 충청남도의 문화재자료 제322호로 지정되었다.

## 개요
조선 후기의 문신인 윤시영 선생과 관련된 전적과 고문서들이다.
윤시영은 고종 28년(1891) 문과에 급제하여 홍문관의 교리와 부수찬, 부안현감 등을 지냈다. 홍주와 남포 등지에서 소요사태가 일어나자 고곳에 선유사로 임명되기도 하였다.
문서들은 윤시영이 홍주(지금의 홍성군)의 군수로 재임하였던 1906년 4월부터 5월까지 2개월간 홍주군 관할의 행정을 수행하면서 겪었던 일들을 적은 일기 한 권과 일제에 저항하던 의병의 활동상황, 빈민구호활동 등 일제시대의 행정 ·회계문서 등이 기록된 6권의 서적이다.
윤시영의 손자인 윤찬구의 집에 소장되어 온 사료로서, 당시 상황을 세세히 알려주는 소중한 기록문헌이다.

## 참고 문헌
- 윤시영선생홍양일기 - 국가유산청 국가유산포털